# Dendrobaena veneta
Dendrobaena veneta (Rosa, 1886) je prvoústý článkovaný živočich. Řadí se do kmene kroužkovců, podkmene opaskovců a třídy máloštětinatců. Pochází z východního Středomoří. V centrální a západní Evropě se vyskytuje převážně v kompostech a hromadách hnoje (hnojištích). Dorůstá délky až 15 cm.

## Popis
Žížala Dendrobaena veneta je dlouhá 21 až 155 mm, má průměr 2 až 8 mm, počet segmentů se pohybuje mezi 65 až 255. Prostomium je variabilní, epilobické, otevřené, až tanylobické.

## Výskyt
Dendrobaena veneta je epigeický druh, v oblasti střední Evropy čistě synatropní.

## Rozšíření
Jedná se o jihoevropský druh s přirozeným areálem od Kaspického moře po Španělsko. Terra typica žížaly Dendrobaena veneta je Itálie. Druh byl zavlečen do střední Evropy, Velké Británie a Spojených států.

## Potrava
Denně pozře potravu rovnající se polovině své váhy.

## Ekologie
Chladomilná – nesnáší vysoké teploty.

### Predace
Predátory žížal jsou:
- Obratlovci – myši, ptáci, krtci, jezevci…
- Členovci – stonožky (požírají vajíčka).[4]

## Význam
Druh je někdy chován ve vermikulturách.